# Vuelo 704 de Mexicana de Aviación
El 4 de junio de 1969, el vuelo 704 de Mexicana de Aviación, un Boeing 727-64 registrado como XA-SEL y de nombre Azteca de Oro, se estrelló en el llamado Pico Zorros o Tres Picos en la Sierra del Fraile entre el municipio de Abasolo y El Carmen , a unos 30 kilómetros al norte de la ciudad de Monterrey. Las 79 personas que viajaban a bordo murieron; entre ellos, el político Carlos Alberto Madrazo y la estrella del tenis mexicano Rafael Osuna. El avión se dirigía a Aeropuerto Internacional de la Ciudad de México, debido a la neblina que se presentaba en el aire el piloto hizo un descenso continuo en los últimos 5 minutos antes del impacto, y terminó por estrellarse en el sitio mencionado, donde incluso los rescatistas tuvieron dificultades para accesar pues las condiciones del clima y el terreno con barrancas continuas y bajadas pronunciadas les complicaban su trabajo.
Fue el accidente aéreo más mortífero en suelo mexicano hasta el vuelo 940 de la misma aerolínea en 1986 que sería la siguiente vez que un Boeing 727-64 se estrellaría sobre suelo mexicano. En la actualidad es el segundo accidente más mortífero de México.

## Aeronave
La aeronave involucrada era un Boeing 727-64 que tenía dos años de uso, matrícula XA-SEL (número de fábrica 19256, serie 355). El vuelo inaugural del avión fue el 6 de enero de 1967. El 17 de enero, el avión fue entregado a Mexicana de Aviación (nombrada posteriormente como Mexicana), donde fue bautizado como Azteca de Oro. Era impulsado por tres motores turbofán Pratt & Whitney JT8D-7B.

## Tripulación
El capitán era Guillermo García Ramos, veterano de la Segunda Guerra Mundial, con experiencia en aviación militar y comercial. Tenía 15 000 horas vuelo en aviones comerciales. El primer oficial era Carlos de Iturbide Magallón. El ingeniero de vuelo era Alfonso Navarro Mazzini.

## Pasajeros notables
Entre los pasajeros del avión destacaban el tenista mexicano Rafael Osuna, el arquitecto Jorge González Reyna y el político Carlos Alberto Madrazo.

## Accidente
El vuelo MX-704 partió de la Ciudad de México con destino a Monterrey a las 7:02 hora local. El vuelo transcurrió sin incidentes hasta la aproximación, cuando la tripulación comenzó el descenso a una velocidad vertical de 460 a 490 metros por minuto, a una velocidad de vuelo de 250 nudos. Durante la aproximación al Aeropuerto Internacional del Norte, la tripulación contactó al controlador de tráfico aéreo y solicitaron información de condiciones meteorológicas y de tráfico. El controlador reportó que el clima sobre el aeropuerto era nublado con un límite inferior a 150 m, con neblina, lluvia ligera, y no había otros aviones en la zona del aeropuerto. La tripulación preguntó si el radiofaro en Ciénega de Flores estaba operando, y recibieron la respuesta de que no estaba operando por una falla en la corriente eléctrica. El vuelo 704 reportó entonces que, por alguna razón, estaban recibiendo una señal similar a la señal de ese radiofaro. La tripulación reportó que el aeropuerto estaba a la vista, y comenzaron a realizar la aproximación final. Esta fue la última transmisión de la aeronave.
El avión colisionó con el Cerro del Fraile y se desintegró, muriendo las 79 personas a bordo. El accidente del vuelo 704 fue el accidente de aviación más letal en suelo mexicano hasta el vuelo 940 de Mexicana de Aviación, otro Boeing 727, se estrelló el 31 de marzo de 1986, matando a 167.

## Teorías de conspiración
Como se mencionó previamente, uno de los pasajeros notables de este vuelo era el político disidente Carlos Madrazo; se ha asegurado que en esas fechas él se encontraba en el proceso de dejar su partido político (el PRI) y de fundar otro partido político para desafiar el monopolio del poder del PRI en México durante 71 años y hasta el año 2000; por estas razones, se ha levantado periódicamente la acusación de que altos mandatarios del PRI ordenaron la destrucción del avión para asesinar a Madrazo.

## Investigación
La Secretaría de Comunicaciones y Transporte (SCT), investigó el accidente y determinó que el piloto no siguió la ruta adecuada de aproximación de aterrizaje. El reporte oficial señala en parte que "el piloto voló sobre el VOR de Monterrey (Radiofaro Omnidireccional VHF) sin reportar a la estación terrestre, para luego girar a la derecha y luego otro giro a la izquierda en descenso continuo manteniendo el curso de 260º hasta estrellarse con el Cerro de los Tres Picos, cuando todavía giraba suavemente a la izquierda, y tomaba un rumbo de 232º."
La junta de investigación no fue capaz de determinar la razón para tal desvío, ya que los últimos minutos de la grabación estaban ausentes en la grabadora de voz de la cabina. Tampoco fue posible determinar qué radiofaro había estado recibiendo la aeronave, ya que el radiofaro del aeropuerto había dejado de funcionar en ese momento por una pérdida de energía eléctrica. Ya que el reconocido político Carlos Madrazo viajaba a bordo, también hubo teorías relacionadas con un asesinato político, que no pudieron ser confirmadas por las pocas evidencias.